# Ławrowo (obwód kostromski)
Ławrowo (ros. Лаврово) – wieś (dieriewnia) w Rosji, w obwodzie kostromskim, w rejonie nieriechckim. W 2010 liczyła 1419 mieszkańców.